# Sam Martin (giocatore di football americano)
Sam Joseph Martin (Fayetteville, 27 febbraio 1990) è un giocatore di football americano statunitense che milita nel ruolo di punter per i Buffalo Bills della National Football League (NFL). Fu scelto nel corso del quinto giro (165º assoluto) del Draft NFL 2013 dai Detroit Lions. Al college ha giocato a football alla Appalachian State University.

## Carriera professionistica

### Detroit Lions
Martin fu scelto nel corso del quinto giro del Draft 2013 dai Detroit Lions. Debuttò come professionista nella vittoria della settimana 1 contro i Minnesota Vikings. Nella sua stagione da rookie calciò 72 punt a una media di 47,2 yard l'uno, venendo inserito nella formazione ideale dei debuttanti dalla Pro Football Writers Association.

### Denver Broncos
Il 24 marzo 2020 Martin firmò un contratto triennale con i Denver Broncos.

## Palmarès
- PFWA All-Rookie Team - 2013
- Giocatore degli special team della AFC del mese: 1

dicembre 2023/gennaio 2024